# جاستون ماسبيرو
السير جاستون كاميل تشارلز ماسبيرو (23 يونيو 1846 - 30 يونيو 1916)، عالم مصريات فرنسي، عرف بنشره لمصطلح "شعوب البحر" في ورقة بحثية عام 1881.

## حياته
ولد جاستون ماسبيرو في عام 23 يونيو عام 1846م في باريس لأبويين إيطاليين هاجرا إلي فرنسا، وقد أظهر ماسبيرو اهتماما خاصا بالتاريخ عندما كان في المدرسة، وفي سن الرابعة عشر من عمره كان مهتما باللغة الهيروغليفية.
فاز ماسبيرو في المسابقة العامة للأدب وهو في الثالثة عشر من عمره، وألتحق بمدرسة الأساتذة العليا (école normale supérieure) والتي قابل بها عالم الآثار أوجوست مارييت الذي أعطاه نصين هيروغليفيين اكتشفا حديثا بواسطة مارييت وكانا النصين صعب دراستهما فهمهما ولكن ماسبيرو أستطاع ترجمته في ثمانية أيام فقط مما أثار أعجاب مارييت به، وقد قام ماسبيرو بدراسة المصريات وحده بإطلاعه على الآثار المصرية المحفوظة في متحف اللوفر ونقوش المسلة المصرية بميدان الكونكورد، وبدأ اسمه يعرف في الأوساط العلمية بعد ترجمته لنصوص مارييت.
إعجب به علماء الكوليج دى فرانس وفكروا في شغله لكرسى علم المصريات بها، ولكن لصغر سنه آنذاك قرروا منحه لقب أستاذ مساعد لمدة يومين شغل بعدها الكرسى وكان ذلك في عام 1874م

## مجيئه إلى مصر
كان ماسبيرو يجيد اللغة العربية ولم يكن بعد قد زار مصر حتى جاءته الفرصة عندما مرض مارييت مدير مصلحة الآثار المصرية التي قام بتأسيسها
جاء ماسبيرو إلى مصر في 5 يناير من عام 1881م وكان ذلك قبل وفاة مارييت بثلاثة عشر يوما، وتولى منصب مدير مصلحة الآثار المصرية وأمين المتحف المصري للآثار ببولاق وكان عمره حينها الرابعة والثلاثين.
أكمل ماسبيرو الحفريات التي كان يقوم بها مارييت في سقارة ووسع من نطاق البحث، وكان مهتما بشكل خاص بالمقابر التي تحتوى على نصوص فرعونية مهمة تثرى اللغة الهيروغليفية وقد عثر على 4000 شطر قام بتصويرها وطباعتها.
قام ماسبيرو بإنشاء المعهد الفرنسي للآثار في القاهرة وكان أول مدير لهذا المعهد الذي لم يقتصر على الآثار الفرعونية بل أمتد لدراسة جميع الآثار المصرية سواء الإسلامية أو القبطية.
واصل ماسبيرو حفائر مارييت في معبدى إدفو وأبيدوس، كما أستكمال أعمال مارييت في أزالة الرمال عن أبو الهول بالجيزة حيث أزال عنه أكثر من 20 مترا من الرمال محاولا إيجاد مقابر تحتها ولكن لم يجد ولكن حديثا عثر على عدد من المقابر في أماكن الحفر التي كان ينقب فيها ماسبيرو، وقام بإعادة ترتيب المتحف المصري ببولاق ونقل محتوياته إلى متحف القاهرة الحالى، كما اكتشفت في عهده خبيئة بالكرنك تحتوى على مئات التماثيل المنتمية لعصور مختلفة ونشر دراسات أثرية عديدة

## مواجهته لسرقة الآثار
قام ماسبيرو بنشاط كبير لمواجهة السرقات التي كانت تحدث للآثار المصرية القديمة، وقام بمساعدة العالم المصري أحمد كمال بك بنقل المئات من الموميات والآثار المنهوبة إلى المتحف المصري بالقاهرة، وأستطاع أن يسن قانون جديدا صدر عام 1912م ينص على أن لا يسمح للأشخاص بالتنقيب ويقتصر التنقيب فقط على البعثات العلمية بعد الموافقة على مشروعها، ولم يصبح من حق الحفارين الحصول على نصف ما يعثرون عليه لكنهم يحصلون فقط على القطع التي لها مثيل مكرر بمتحف القاهرة، ولا يمنح القائم على الحفائر تأشيرة خروج من مصر إلا في حالة تركه الموقع الأثرى في صورة مُرضية، مما أثار عليه غيظ وحقد المهربون الأجانب وتجار الآثار، كما فرض مقابل لمشاهدة المناطق الآثرية لمواجهة النفقات التي يحتاجها للتنقيب وأعمال الصيانة.
في العام 1881م قبض ماسبيرو على عائلة عبد الرسول وهم من أشهر تجار الآثار وأستطاع أجبارهم بعد التعذيب على الأعتراف بالسرقات وحصل منهم على معلومات عن أحد أهم أكتشافات ماسبيرو وهي خبيئة في الدير البحري عثر فيها على مومياوات الملوك سقنن رع وأحمس الأول وتحتمس الثالث وسيتي الأول ورمسيس الثاني وغيرهم.
كانت هناك أحتكاكات ومنافسات بين الانجليز الذين كانوا يحتلون مصر وبين الفرنسيين الذين كانوا يهيمنوا على إدارة الآثار المصرية فكانت نتيجة هذه الأحتكاكات الأنجليزية أن قدم ماسبيرو أستقالته عام 1892م ولكن ممثل فرنسا في مصر طالب بعودته وعاد فعلا إلى مصر في عام 1899م، وفي نفس عام عودته قام ماسبيرو بتعيين هوارد كارتر كبير مفتشي الآثار في مصر العليا، وكان هو أيضا الذي عرفه إلى اللورد كارنارفون عام 1905م
عاد ماسبيرو إلى باريس عام 1914م وعين في منصب المستشار الدائم لأكاديمية الفنون والآداب

## وفاته
توفى جاستون ماسبيرو في 30 يونيو عام 1916 ودفن في فرنسا، وقد أطلق اسم ماسبيرو في مصر على مبنى الأذاعة والتلفزيون بالقاهرة تكريما لأعماله الجليلة ومساهماته في البحث والمحافظة على الآثار المصرية القديمة.
وسجل وجوده في السينما المصرية في الفيلم الروائى الطويل الرائع المومياء للمخرج العبقرى شادي عبد السلام.

## روابط خارجية
- جاستون ماسبيرو على موقع الموسوعة البريطانية (الإنجليزية)